# Dragonair
Dragonair (japanski: ハクリュー Hakuryū) jedan je od 1025 fiktivnih vrsta Pokémona iz medijske franšize Pokémon, skupa Pokémon videoigara, animiranih serija, manga stripova, knjiga, igraćih karata i drugih medija kojima je tvorac Satoshi Tajiri. Svrha je Dragonaira u videoigrama, animiranoj seriji i manga stripovima, kao i svrha ostalih Pokémona, borba s divljim Pokémonima – neukroćenim stvorenjima koje igrači i likovi pronalaze dok kreću na razne avanture – i pripitomljenim Pokémonima drugih Pokémon trenera.

## Etimologijaimena
Ime "Dragonair" dolazi od engleskih riječi "dragon" = zmaj, odnoseći se na njegov tip, i "air" = zrak, odnoseći se na njegovu sposobnost letenja. U početku, Dragonair se trebao zvati "Dragyn". 
Njegovo japansko ime dolazi od japanske riječi "Haku" = stariji brat, što se u ovom slučaju odnosi na to da je Dragonair stariji (evoluirani) oblik Dratinija. "Haku" bi isto tako moglo označavati bjelinu, stvarajući dojam da je njegovo ime zapravo "bijeli zmaj".

## Pokédex podaci
- Pokémon Red/Blue: Tajanstveni Pokémon koji zrači nježnom aurom. Posjeduje sposobnost upravljanja vremenskim prilikama.
- Pokémon Yellow: Sudeći prema svjedocima, njegovo je tijelo okruženo neobičnom aurom koja mu daje tajanstven izgled.
- Pokémon Gold: Kažu da, kada počne zračiti aurom, postaje sposoban upravljati vremenskim prilikama.
- Pokémon Silver: Kristalne kugle ovom Pokémonu daju moć slobodoumnog upravljanja vremenskim prilikama.
- Pokémon Crystal: Nazvan je božanskim Pokémonom. Kada čitavo njegovo tijelo poprimi blagi sjaj, vremenske se prilike mijenjaju.
- Pokémon Ruby/Sapphire: Dragonair pohranjuje nevjerojatne količine energije unutar svog tijela. Kažu kako je sposoban upravljati vremenskim prilikama otpuštajući istoimenu energiju iz kristalnih kugla na vratu i repu.
- Pokémon Emerald: Dragonair pohranjuje nevjerojatne količine energije unutar svog tijela. Kažu kako je sposoban upravljati vremenskim prilikama otpuštajući istoimenu energiju iz kristalnih kugla na vratu i repu.
- Pokémon FireRed: Kažu da živi u morima i jezerima. Iako nema krila, viđen je kako povremeno leti.
- Pokémon LeafGreen: Tajanstveni Pokémon koji zrači nježnom aurom. Posjeduje sposobnost upravljanja vremenskim prilikama.
- Pokémon Diamond/Pearl: Ako njegovo tijelo zrači aurom, vremenske prilike oko njega se mijenjaju. Kažu da živi u morima i jezerima.

## U videoigrama
U Pokémon Red i Blue videoigrama, Dragonaira se ne može pronaći u divljini, ali ga se može razviti iz Dratinija, koji je dostupan u divljini. U Pokémon Yellow, FireRed i LeafGreen videoigrama, Dragonaira se može pronaći pecajući u Safari zoni. U Pokémon Gold, Silver i Crystal videoigrama, Dragoniara se može pronaći na Stazi 45 i u Zmajevom blogu.
Iako je Dragonair najpoznatiji po svojoj sposobnosti kontroliranja vremena, prirodno ne uči nijedan od napada koji mijenja vrijeme u borbi, poput Plesa kiše (Rain Dance), Sunčanog dana (Sunny Day) ili Tuče (Hail).

## Tehnike
| Prirodne tehnike             | Prirodne tehnike | Prirodne tehnike |
| ---------------------------- | ---------------- | ---------------- |
| Tehnika                      | Vrsta tehnike    | Razina           |
| Omatanje (Wrap)              | Normalni         |                  |
| Opaki pogled (Leer)          | Normalni         |                  |
| Gromoviti val (Thunder Wave) | Električni       |                  |
| Tornado (Twister)            | Zmaj             |                  |
| Zmajev bijes (Dragon Rage)   | Zmaj             |                  |
| Tresak (Slam)                | Normalni         |                  |
| Okretnost (Agility)          | Psihički         |                  |
| Vodeni rep (Aqua Tail)       | Vodeni           | 33               |
| Zmajev nalet (Dragon Rush)   | Zmaj             | 39               |
| Tjelesni čuvar (Safeguard)   | Normalni         | 47               |
| Zmajev ples (Dragon Dance)   | Zmaj             | 53               |
| Nasilje (Outrage)            | Zmaj             | 61               |
| Snažna zraka (Hyper Beam)    | Normalni         | 67               |

## Statistike
| HP:      | 61 |  |
| Attack:  | 84 |  |
| Defense: | 65 |  |
| Special: | 70 |  |
| SpAtk:   | 70 |  |
| SpDef:   | 70 |  |
| Speed:   | 70 |  |

Statistika Special korištena je samo tijekom prve generacije; kasnije je podijeljenja na Special Attack i Special Defense statistike.

## U animiranoj seriji
Dragonair se prvi put pojavio u zabranjenoj epizodi, EP035, u kojoj ga je čuvar Safari zone štitio. Epizoda je sadržavala brojne kontroverzne situacije (poput korištenja vatrenog oružja), te je iz tog razloga zabranjena u svim zemljama, iako je istovremeno stvorila veliku rupu u zapletu, jer je Ash Ketchum tijekom iste epizode uhvatio 30 Taurosa.
Dratini Vođe dvorane grada Blackthorna, Clair, razvio se u Dragonaira tijekom epizode Beauty is Skin Deep, u borbi protiv Tima Raketa.
Tijekom epizode On Olden Pond, Dragonair je živio u jezeru na kojem je poslovan čovjek namjeravao izgraditi luksuzno utočište.